# Mario Romay
Mario Romay (Formosa, Argentina, 19 de abril de 1973) es un dirigente deportivo  y funcionario estatal argentino. Jugó profesionalmente al baloncesto desde 1993 hasta 2008. Es uno de los gestores y fundadores del club La Unión de Formosa. 

## Trayectoria
Formado en la cantera del club Náutico de la ciudad de Formosa, en 1990 fue reclutado por Quilmes de Mar del Plata. En febrero de 1993 hizo su debut como profesional con los marplatenses en la Liga Nacional de Básquet.
Luego de jugar la temporada 1993-94 del TNA como miembro de la La Unión de Colón, regresó a Quilmes de Mar del Plata para encarar su segunda experiencia en la máxima categoría del baloncesto profesional argentino. Siendo parte de los suplentes del equipo, pudo disputar 37 partidos con un	promedio 6,5 puntos por encuentro.
En 1995 volvió al TNA, esta vez como ficha de Estudiantes de Olavarría. Terminó la temporada como subcampeón. El club luego compraría una plaza para jugar en la LNB, pero Romay no estuvo en los planes del entrenador, por lo que dejó Olavarría para trasladarse a La Plata y fichar con Gimnasia y Esgrima.
En 1997 finalmente retornó a La Unión de Colón, club en el que terminaría de consolidarse como baloncestista y en donde se convertiría en un jugador emblemático para los aficionados. Allí formaría una efectiva dupla con Paolo Quinteros, la cual le permitió al equipo convertirse en uno de los protagonistas del TNA.
Regresó a Quilmes de Mar del Plata en 2000 para jugar en la LNB, pero al año siguiente iniciaría su tercer ciclo con La Unión de Colón, el cual duraría dos temporadas más.
Dejó el club entrerriano en 2003 para fichar con Regatas Corrientes, también del TNA. Fue uno de los goleadores del equipo, el cual consiguió el ascenso a la LNB en mayo de 2004. Culminada la temporada, se encontró en la disyuntiva entre seguir con los correntinos un año más o retornar a su ciudad natal y disputar el TNA con un equipo local. Finalmente optó por lo segundo, dando así lugar a la adquisición de la plaza de La Unión de Colón por intermedio de la estructura del club Estudiantes de Formosa, en un acuerdo que contaría con el auspicio explícito de la gobernación de la provincia de Formosa y que significaría el nacimiento de La Unión de Formosa.
Siendo capitán del equipo, Romay guio a sus compañeros a la conquista del título del TNA en la temporada 2004-05. El escolta pudo así disputar una nueva temporada en la LNB, antes de que su equipo perdiese la categoría y retornase al TNA en 2006. 
Romay se retiró en 2008, registrando el récord de ser el primer jugador del TNA en encestar más de 1000 triples (anotó 1007 en 2395 intentos, resultando en un 42% de efectividad).
Tras abandonar la práctica profesional del baloncesto, Romay se convirtió en dirigente de La Unión de Formosa, lo que luego lo llevaría también a desempeñarse como dirigente en la Federación Formoseña de Básquetbol y como funcionario en la Secretaría de Deportes y Recreación Comunitaria de la Provincia de Formosa.